# عبير عبد الرحمن
عبير عبد الرحمن خليل محمود (مواليد 12 يونيو 1992 في مدينة الإسكندرية)،هي لاعبة رفع أثقال مصرية. شاركت في أولمبياد 2008 وزن 69 كجم واحتلت المركز الخامس ولكن بعد ثبوت تعاطى صاحبتي المركز الأول والثالث للمنشطات صعدت للمركز الثالث ونالت الميدالية البرونزية وفي أولمبياد 2012 وزن 75 كجم. احتلت عبير أيضًا المركز الخامس قبل ثبوت تعاطى صاحبات المراكز الثلاث الأولى للمنشطات لتصعد للمركز الثانى و تنال الميدالية الفضية .
وفي شهر يوليو عام 2016 قررت اللجنة الاوليمبية الدولية والاتحاد الدولي لرفع الاثقال منح اللاعبة المصرية عبير عبد الرحمن الميدالية الفضية في وزن 75 كجم وذلك بعد ثبوت تعاطي أصحاب المراكز الثلاث الأولي للمنشطات وأصبحت بذلك عبير عبد الرحمن أول لاعبة مصرية تحصل علي ميدالية فضية.

## روابط خارجية
- عبير عبد الرحمن على موقع الاتحاد الدولي (الإنجليزية)
- عبير عبد الرحمن على موقع اللجنة الأولمبية الدولية (الإنجليزية)
- عبير عبد الرحمن على موقع أوليمبيديا (الإنجليزية)